# Porte della Cilicia
Le Porte della Cilicia, (TR)  Gülek Boğazı ("Passo Gülek") sono una stretta gola che taglia, a circa 1.100 metri di quota, la catena delle Montagne del Tauro, che si erge a nord della Cilicia e la separa dall'altopiano centrale dell'Anatolia.
Esse costituiscono il principale valico attraverso i monti Tauro del sud della Turchia, collegano le basse pianure della Cilicia e la costa del Mediterraneo con l'altopiano centrale dell'Anatolia.
L'ingresso sud si apre a 44 km a nord di Tarso. 
Le porte sono una stretta gola del fiume Gökoluk.

## Storia
L'antica via era un percorso per muli e carovane, non per veicoli a ruote. 
I Diecimila, Alessandro Magno prima della battaglia di Isso, Paolo di Tarso sulla strada verso i Galati ed i cavalieri della Prima Crociata passarono tutti attraverso le Porte della Cilicia.
Gli ingegneri tedeschi che lavorarono al collegamento ferroviario tra il litorale del Mar di Marmara di fronte a Costantinopoli e Baghdad, non poterono seguire i tornanti dell'antico, ripido e stretto tracciato attraverso il passo. 
La serie di viadotti e tunnel che costruirono sono considerati tra le meraviglie dell'ingegneria ferroviaria. 
Il percorso fu aperto nel 1918; sulle linee a scartamento ridotto si mosse l'esercito turco con il materiale bellico verso il fronte della Mesopotamia, nei mesi conclusivi della prima guerra mondiale.